# Chimenti Camicia
Chimenti Camicia (Firenze, 1431 – 1505?) è stato un architetto italiano, del Rinascimento fu attivo in Ungheria per un lungo periodo intorno al 1480.

## Biografia
Nacque a Firenze nel 1431, figlio di un legnaiolo, tale Leonardo Chimenti.
Della sua formazione e attività in Firenze il Vasari tace e le altre fonti pure anche se  presumibilmente dovette essere già formato professionalmente quando decise di andare a lavorare all'estero senza dubbio appositamente richiesto.
Fu attivo in Ungheria alla corte di Mattia Corvino per il quale realizzò palazzi, giardini, fontane, fortificazioni, chiese, muraglie, ornate con sculture e intagli in pietra e marmo da Baccio Cellini, zio del più famoso Benvenuto Cellini.
Rientrato a Firenze inviò a quella corte, dove intanto si era trattenuto Baccio Cellini, alcuni quadri di un giovane pittore molto promettente ma prematuramente scomparso, tale Berto Linaiolo, che furono molto lodati in quella corte. A Firenze Camicia Chimenti rimase poco tempo tornando ben presto in Ungheria al servizio di Mattia Corvino per incarico del quale percorse in lungo e in largo il Danubio progettando e realizzando mulini sulle sue sponde.
La morte lo colse mentre era impegnato in queste attività che evidentemente gli  fiaccarono il fisico. 
Non è nota la sua data di morte che  si ritiene possa essere  avvenuta non prima del  1505 anno da cui non si ebbero più sue notizie. Il Vasari non dà nessuna indicazione precisa circa le opere realizzate da questo architetto attivo prevalentemente all'estero.